# 애덤 에크펠트

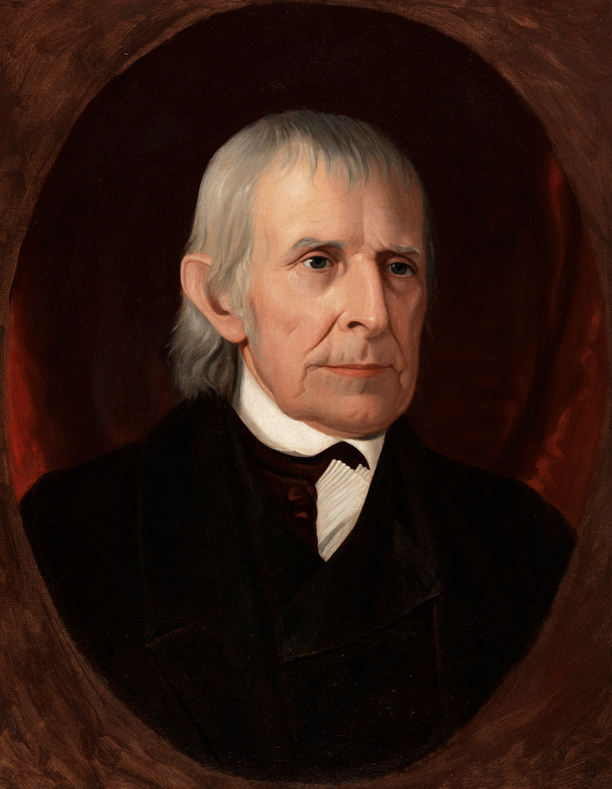

애덤 에크펠트(Adam Eckfeldt, 본명: 존 애덤 에크펠트, John Adam Eckfeldt, 1769년 6월 15일 – 1852년 2월 6일)는 미국 조폐국 초기에 활동한 노동자이자 공무원이었다. 평생 필라델피아 출신인 에크펠트는 1814년부터 1839년까지 조폐국의 두 번째 주요 화폐 발행인으로 일했다.
에크펠트의 아버지는 대규모 대장간을 소유하고 있었고 미국 주화의 초기 시도에 참여했다. 애덤 에크펠트는 조폐국의 초기 인쇄기를 제작하고, 초기 다이의 일부를 조각했으며, 초기 미국 구리 주화 디자인과 일부 권위자들이 미국 최초의 주화로 간주하는 1792년 하프 디스메(half disme) 디자인을 담당했다. 그는 1796년에 조폐국의 보조 주조자로 임명되었고, 1814년 그의 전임자가 사망하자 최고 주조자가 되었다.
에크펠트는 25년 동안 수석 동전 발행인으로 근무했으며, 그 기간 동안 필라델피아 민트는 새로운 건물로 이전했다. 그는 금괴로 가져온 특이한 동전을 따로 보관하면서 조폐국의 동전 캐비닛을 시작했고, 이는 국립 화폐 컬렉션으로 발전했다. 1839년 은퇴한 후에도 에크펠트는 계속해서 최고 동전 발행인의 직무를 수행했다. 1852년 그의 죽음으로 인해 그의 후임인 프랭클린 필(Franklin Peale)은 조수를 구하게 되었다.